# Blossia quadripilosa
Blossia quadripilosa är en spindeldjursart som först beskrevs av Lawrence 1960.  Blossia quadripilosa ingår i släktet Blossia och familjen Daesiidae. Inga underarter finns listade.